# Charles Dumesnil
Pour les articles homonymes, voir Dumesnil.
Charles Henri Dumesnil (Chanu, 4 décembre 1868 - Paris, 29 décembre 1946) est un officier de marine français. 

## Biographie
Il entre à l'École navale en octobre 1885 et en sort aspirant de 1re classe en octobre 1888. Il sert alors sur le cuirassé Dévastation en escadre d'évolutions puis passe en 1890 sur le croiseur La Pérouse à la division de Terre-Neuve. 
De retour sur le Dévastation en Méditerranée et au Levant, il est promu enseigne de vaisseau en mai 1891 puis sert sur le cuirassé Amiral Duperré en 1892-1893. 
Passé sur l'aviso Pourvoyeur à la station locale de Tahiti, il prend part aux levés hydrographiques des îles Gambier et obtient en octobre 1896 un témoignage de satisfaction. Envoyé au Service hydrographique pour la mise au net des travaux, il sert ensuite dans le Pacifique sur l'aviso-transport Aube et est nommé lieutenant de vaisseau en janvier 1898. 
En 1899-1900, il commande la compagnie de débarquement du cuirassé Brennus en Méditerranée et se distingue lors de l'abordage par son bâtiment du Framée. En 1902, il devient officier stagiaire à l’École de canonnage sur la Couronne et obtient son brevet de canonnier. Il est alors chargé de l'artillerie sur le croiseur cuirassé Amiral Aube en Manche. 
Il est en 1905 élève de l’École supérieure de marine dont il sort major et embarque en 1906 sur le cuirassé Iéna comme officier de manœuvre. 
Aide de camp de l'amiral commandant la 2e division de l'escadre de Méditerranée, il se fait remarquer par son courage et son énergie lors de l'explosion à Toulon du Iéna le 12 mars 1907 et mérite alors un nouveau témoignage de satisfaction. 
Chef d'état-major de la 2e division, il est le commandant en 1907-1908 du contre-torpilleur Arbalète en Méditerranée puis devient en 1911, aide de camp du ministre de la Marine Boué de Lapeyrère. Capitaine de frégate (avril 1911), en charge essentiellement du matériel, il est nommé chef d'état-major de la 2e division de la 2e escadre sur la Justice, en Méditerranée, en 1912. 
Sous-chef de cabinet du ministre (1914), commandant du croiseur cuirassé Latouche-Tréville, il se distingue dans les Dardanelles en protégeant avec un tir précis les opérations de débarquement de Koum-Kaleh et Sedd-ul-Bahr. 
Capitaine de vaisseau (octobre 1915), cité deux fois à l'ordre de l'armée pour son efficacité dans l'opération des Dardanelles (avril-juin), chef d'état-major de la 3e escadre, il est un des principaux artisans de l'évacuation de l'armée serbe. En septembre 1916, il assure les opérations de sauvetage durant l'incendie du transport Arcturus. 
Envoyé en mission en Russie comme délégué du commandement en chef des flottes russes, il mérite deux témoignages officiels de satisfaction pour les services qu'il y rend et pour son efficacité lors de l'incendie du cuirassé Impératrice Maria en janvier 1917. 
Commandant de la division des patrouilles de Méditerranée orientale (1918), il dirige les opérations de sauvetage du Monastir et est félicité par le ministre Georges Leygues pour les importants services qu'il a rendus en mer Égée.
Contre-amiral (mars 1919), chef de la délégation française à la Commission navale de contrôle à Berlin (1920), il est le commandant de la division légère en escadre de Méditerranée orientale et prend part à l'évacuation de la Crimée. Il réorganise aussi les services de la marine à Constantinople où il se signale encore en sauvant la colonie française de Smyrne pendant l'incendie de la nuit du 13-14 septembre 1922, durant la guerre gréco-turque. 
Vice-amiral (janvier 1923), préfet maritime de Brest, il devient commandant en chef de l'escadre de Méditerranée en 1924. Membre du Conseil supérieur de la marine, inspecteur général des forces maritimes de la Méditerranée, il prend sa retraite en octobre 1926. Étienne Taillemite n'hésite pas à écrire à son sujet qu'il eut « une carrière exceptionnellement brillante ».
En octobre 1939, il reprend du service lors du déclenchement de la Seconde Guerre mondiale comme inspecteur général du Service de la main-d’œuvre indigène, poste qu'il exerce jusqu'en juillet 1940. Il meurt six ans plus tard à Paris.

## Distinctions
- Grand officier de la Légion d'honneur (29 décembre 1923)
  -  Commandeur de la Légion d'honneur (15 octobre 1920)
  -  Officier de la Légion d'honneur (24 juillet 1912)
  -  Chevalier de la Légion d'honneur (3 février 1903)
- Croix de guerre 1914–1918
- Officier d'académie
- Chevalier de l'ordre du Mérite agricole

## Œuvres
En 1922, il a publié ses Souvenirs de guerre d'un vieux croiseur (1914-1915) chez Plon-Nourrit et Cie.